# Kevin Kim
Kevin Kim (ur. 26 lipca 1978 w Torrance) – amerykański tenisista.
Kim jest synem Andrew i Ann. Ma również młodszą siostrę, Jennifer.

## Kariera tenisowa
W zawodowym Tourze zadebiutował podczas wielkoszlemowego US Open z 1996 roku. W 1999 roku wygrał w grze podwójnej turniej rangi ATP Challenger Tour w Granby, grając wspólnie z Jimym Szymanskim. W 2001 roku, również w deblu, doszedł do finału imprezy ATP World Tour w Houston, będąc w parze z Jimem Thomasem, jednak spotkanie o tytuł przegrali z duetem Mahesh Bhupathi–Leander Paes 6:7(4), 2:6. Swoje pierwsze turniejowe zwycięstwo kategorii ATP Challenger Tour w grze pojedynczej odniósł w 2001 roku w Burbanku, pokonując w finale Vinca Spadeę 6:2, 6:4.
W czerwcu 2004 roku wygrał zawody ATP Challenger Tour w Andorze pokonując w finale Gilles’a Müllera 6:4, 6:0. Miesiąc później zwyciężył w Aptos. W turnieju ATP World Tour w Ćennaju osiągnął półfinał debla grając wspólnie z Jiřím Vankiem.
Swoje czwarte zwycięstwo rangi ATP Challenger Tour w singlu odniósł w 2006 roku w Dallas, gdzie w spotkaniu finałowym pokonał Roberta Kendricka 1:6, 6:4, 6:1. W deblu zdobył tytuł ATP Challenger Tour w turnieju w Kordobie. Tego roku doszedł również do półfinału rozgrywek ATP World Tour w grze podwójnej w Tokio. Rok później zdobył tytuł singlowy w Yuba City, w imprezie ATP Challenger Tour.
W sezonie 2008 wygrał w singlu dwa turnieje ATP Challenger Tour, najpierw w Aptos, a potem w Tulsii. W 2009 roku awansował do ćwierćfinału gry pojedynczej zawodów rangi ATP World Tour w Newport, lecz pojedynek o półfinał przegrał z Samem Querreyem 3:6, 4:6. W październiku 2009 roku wygrał rozgrywki ATP Challenger Tour w Charlottesville. W finale zmierzył się ze 116. tenisistą świata, Somdevem Devvarmanem, którego pokonał 6:4, 6:7(8), 6:4.
Po raz ostatni w turnieju ATP zagrał w 2015 roku.

### Zwycięstwa w turniejach ATP Challenger Tour w grze pojedynczej
| Końcowy wynik | Nr | Data | Turniej         | Nawierzchnia  | Przeciwnik       | Wynik finału     |
| ------------- | -- | ---- | --------------- | ------------- | ---------------- | ---------------- |
| Zwycięzca     | 1. | 2001 | Burbank         | Twarda        | Vince Spadea     | 6:2, 6:4         |
| Zwycięzca     | 2. | 2004 | Andora          | Twarda        | Gilles Müller    | 6:4, 6:0         |
| Zwycięzca     | 3. | 2004 | Aptos           | Twarda        | Frank Dancevic   | 7:6(2), 6:3      |
| Zwycięzca     | 4. | 2006 | Dallas          | Twarda (hala) | Robert Kendrick  | 1:6, 6:4, 6:1    |
| Zwycięzca     | 5. | 2007 | Yuba City       | Twarda        | Bobby Reynolds   | 6:4, 0:6, 6:3    |
| Zwycięzca     | 6. | 2008 | Aptos           | Twarda        | Andrea Stoppini  | 7:5, 6:1         |
| Zwycięzca     | 7. | 2008 | Tulsa           | Twarda        | Vince Spadea     | 6:3, 3:6, 6:4    |
| Zwycięzca     | 8. | 2009 | Charlottesville | Twarda (hala) | Somdev Devvarman | 6:4, 6:7(8), 6:4 |

### Finały w turniejach ATP World Tour
| Legenda                                      |
| -------------------------------------------- |
| Wielki Szlem                                 |
| Igrzyska olimpijskie                         |
| Tennis Masters Cup / ATP Finals              |
| ATP Masters Series / ATP Tour Masters 1000   |
| ATP International Series Gold / ATP Tour 500 |
| ATP International Series / ATP Tour 250      |

#### Gra podwójna (0–1)
| Końcowy wynik | Nr | Data        | Turniej | Nawierzchnia | Partner    | Przeciwnicy                  | Wynik finału |
| ------------- | -- | ----------- | ------- | ------------ | ---------- | ---------------------------- | ------------ |
| Finalista     | 1. | 6 maja 2001 | Houston | Ceglana      | Jim Thomas | Mahesh Bhupathi Leander Paes | 6:7(4), 2:6  |